# Symphonie no 2 de Honegger
Pour les articles homonymes, voir Symphonie no 2.
La Symphonie no 2 (H. 153) pour cordes et trompette ad libitum d'Arthur Honegger est une œuvre orchestrale, la deuxième de ses cinq symphonies. Commencée en 1940, elle fut terminée en 1941 - c'est-à-dire en pleine occupation allemande de la France et d'une partie de l'Europe - soit plus d'une décennie après la précédente. Elle avait pourtant été commandée en 1936 par Paul Sacher pour fêter le dixième anniversaire de son orchestre de chambre de Bâle. Elle fut finalement créée par celui-ci à Zurich le 18 mai 1942 à la tête du Collegium Musicum de Zurich.

## Analyse
L'œuvre est marquée par la période sombre que connaît alors la France. Ainsi, à la différence de la première symphonie, tout esprit de « divertissement » est ici absent. La tension dramatique y est en effet palpable jusqu'au dénouement final qui apporte une éclaircie. Honegger a également voulu réaliser une œuvre de musique pure. Le compositeur a ainsi déclaré : « Je n'ai cherché aucun programme, aucune donnée littéraire ou philosophique. Si cette œuvre exprime ou fait ressentir des émotions, c'est qu'elles se sont présentées tout naturellement, parce que je n'exprime ma pensée qu'en musique et peut-être sans en être absolument conscient ... »
Comme toutes les symphonies de Honegger, l'œuvre est en trois mouvements :
1. Molto moderato - allegro
2. Adagio mesto
3. Vivace non troppo-Presto

La durée approximative est d'environ 24 minutes.
Elle fait partie avec la Symphonie no 7 de Chostakovitch, la Symphonie no 5 de Prokofiev, la Symphonie en trois mouvements de Stravinsky et la Symphonie no 2 de Khatchatourian des plus célèbres « symphonies de guerre ». L'œuvre traduit les sentiments du compositeur face aux évènements de l'occupation nazie dont il est témoin en France, même s'il se défend d'avoir voulu en faire une œuvre à programme.
La trompette solo n'apparaît que dans le choral du finale où la musique retrouve la lumière de l'espoir.

## Discographie
- Ernest Ansermet - Orchestre de la Suisse Romande, 1962, Decca – SXL 6003
- Charles Münch, Orchestre symphonique de Boston, 1953, RCA VICTOR CD 60685; Orchestre de Paris, 1967
- Herbert von Karajan, orchestre philharmonique de Berlin, 1973 Deutsche Grammophon, collection 20th century classic CD 423 242-2
- Michel Plasson, orchestre du Capitole de Toulouse EMI classic

## Sources
- François-René Tranchefort (direction), Guide de la musique symphonique, Paris, Fayard, 1986, 896 p. (ISBN 2-213-01638-0), p. 365-366